# Dysaules uvana
Dysaules uvana är en bönsyrseart som beskrevs av Henry 1932. Dysaules uvana ingår i släktet Dysaules och familjen Tarachodidae. Inga underarter finns listade i Catalogue of Life.